# The Apostle of Vengeance
The Apostle of Vengeance è un film muto del 1916 diretto da William S. Hart. Prodotto sotto la supervisione di Thomas H. Ince e sceneggiato da Monte M. Katterjohn, il film - ambientato nel Kentucky - aveva come interpreti William S. Hart, Nona Thomas, Joseph J. Dowling, Fanny Midgley, Marvel Stafford, Gertrude Claire e, in un ruolo minore, John Gilbert, futura stella di Hollywood.

## Trama
Il religioso David Hudson lascia il Vermont per ritornare nel Kentucky, dove - tra le colline - vive la sua famiglia. Gli Hudson, da tempo, sono impegnati in una faida contro la famiglia dei McCoy e quando i suoi vengono a sapere che non solo lui non ha intenzione di unirsi alla loro lotta, ma desidera invece la pace, lo buttano fuori di casa, rompendo ogni relazione. David trova rifugio in una piccola capanna di montagna, da dove predica per chiunque voglia ascoltarlo. Un giorno, il suo intervento salva una McCoy dalle violenze di un bruto. David salva anche dall'annegamento Elsie, sua sorella. Ma quando scopre che la sorella era stata aggredita da un McCoy, la sua reazione è violenta. Si getta sull'uomo cercando di strangolarlo. La sua furia però si placa, quando si conto di ciò che sta facendo e, rinunciando alla vendetta, lascia la presa. Il suo esempio colpisce così tanto i membri dei due clan che, finalmente, nella mente dei McCoy e degli Hudson si fa luce l'idea che una convivenza pacifica tra di loro sia possibile, tanto da decidere di farla finita con l'inutile faida che li divide.

## Produzione
Il film fu prodotto dalla Kay-Bee Pictures e New York Motion Picture. Girato dal 3 febbraio al 24 marzo 1916 con un budget di 15.681,89 dollari.

## Distribuzione
Distribuito dalla Triangle Distributing, il film uscì nelle sale statunitensi il 25 giugno 1916 dopo essere stato presentato in prima a New York nella settimana del 17 giugno.
Non si conoscono copie ancora esistenti della pellicola che viene considerata presumibilmente perduta.